# Rita, a vadnyugat réme
A Rita, a vadnyugat réme (eredeti cím: Little Rita nel West) 1967-ben bemutatott olasz spagettiwestern-musical, melyet Ferdinando Baldi írt és rendezett. A főbb szerepekben Rita Pavone és Terence Hill látható.
Ez volt az egyik utolsó film, melyben Hill eredeti nevén, Mario Girottiként szerepel. Ugyanebben az évben Az altábornagy lány című háborús filmben játszott még Girotti néven (érdekesség, hogy Hill ismét Pavone-nal együtt tűnik fel), ezután következett a Bud Spencerrel közös Isten megbocsát, én nem, immár Terence Hillként.

## Cselekmény
Rita a vadnyugaton utazgatva bűnözőket üldöz és a tőlük ellopott aranyat egy barlangba rejti. Célja, hogy Ülő Bölény (Jámbor Bika) törzsfőnöknek segítve összegyűjtse és megsemmisítse a fehér emberek aranyát, melyet minden baj okozójának tartanak. Amikor a lány banditák fogságába esik, egy Black Star nevű férfi szabadítja ki, majd csatlakozik hozzá. Bár eleinte Black Starnak is az aranyra fáj a foga, később egymásba szeretnek.

## Szereplők
| Szerep                              | Színész         | Magyar hang        | Magyar hang            |
| Szerep                              | Színész         | 1. szinkron (1990) | 2. szinkron (1997)     |
| ----------------------------------- | --------------- | ------------------ | ---------------------- |
| Rita                                | Rita Pavone     | Balogh Erika       | Kisfalvi Krisztina     |
| Black Star / Fekete Hegy            | Terence Hill    | Zana József        | Sinkovits-Vitay András |
| Francis Fitzgerald Grawz            | Lucio Dalla     | Vajda László       | Kristóf Tibor          |
| Teno seriff                         | Teddy Reno      | Szombathy Gyula    | Dobránszky Zoltán      |
| Ringo                               | Kirk Morris     | Fülöp Zsigmond     |                        |
| Ülő Bölény / Jámbor Bika törzsfőnök | Gordon Mitchell | Juhász Jácint      | Vass Gábor             |
| Sancho                              | Fernando Sancho | Ujlaki Dénes       |                        |
| Jesse, a csapos                     | Pinuccio Ardia  | Szoó György        |                        |
| postakocsis                         | Livio Lorenzon  | Gruber Hugó        | Palóczy Frigyes        |
| mexikói trombitás                   | Nini Rosso      |                    |                        |
| Joseph, a bíró                      | Gino Pernice    | Beregi Péter       |                        |